# هوتشي (مغنية)
ماتيلد غيرنر، المعروفة باسم هوشي ، مغنية و كاتبة أغاني فرنسية ، ولدت 14 سبتمبر 1996 في فرساي . فرنسا

## سيرة شخصية

### الأسرة والطفولة
ولدت ماتيلد غيرنر في 14 سبتمبر في فرساي ونشأت في مونتيني لو بريتونيو  ، في المجتمع الحضري سان كوينتين إن إيفلين. ب

### مهنة موسيقية
خطىت هوشي خطواته الأولى في الموسيقى مع مجموعة الهواة ترانزيستوري التي تشكلت في سبتمبر 2011
شغوفة بالثقافة اليابانية ، اختارت اسمًا مسرحيًا هوشي هيديكو, ثم ببساطة هوشي  (星) والذي يعني " نجمة باللغة اليابانية , 1نوة] .
لقد صنعت اسمًا لنفسها من خلال نشر الأغلفة على الإنترنت وحصلت على دعم علامة سيتين .
تركت المدرسة الثانوية ثم كرست نفسها بالكامل للموسيقى من خلال أدائها في الشارع,. في عام 2014، شاركت في برنامج Rising Star على قناة M6 ،,.
في 3 مارس 2017 ، أصدرت أغنيتها المنفردة الأولى ماذا اريد ان افعل. حققت كل من الأغنية والفيديو الموسيقي بعض النجاح .
في 19 ماي 2017، أصدرت أول أسطوانة مطولة لها بعنوان "كيف سأفعل ، على ملصق جو و كو. يتضمن المسار الذي يحمل اسمه ونسخته الصوتية، بالإضافة إلى ثلاثة مسارات أصلية بعنوان مدينة الملاهي بثلاثة و كل ماهو كبير لونه رمادي و الماوى الصاخب .